# Балерини в драйві
«Балерини в драйві» (англ. Ballerina Overdrive) — майбтній американський бойовик-трилер, знятий Вікі Джевсон за сценарієм Кейт Фройнд. Продюсер Девід Літч.

## Синопсис
Балетній трупі доводиться рятуватися втечею після того, як їхній автобус ламається по дорозі на танцювальний конкурс.

## Акторський склад
| Актор              | Роль           |
| ------------------ | -------------- |
| Лана Кондор        |                |
| Міллісент Сіммондс |                |
| Айріс Апатоу       |                |
| Медді Зіглер       |                |
| Авантіка Ванданапу |                |
| Ума Турман         |                |
| Майкл Калкін       | Лотар Маркович |

## Виробництво
Фільм був анонсований в лютому 2023 року, режисером стала Вікі Джусон, а ролях значилися Лена Хіді, Яра Шахіді, Ізабела Мерсед, Лана Кондор, Міллісент Сіммондс і Айріс Апатоу. Очікувалося, що зйомки відбудуться в Сербії навесні 2023 року.
Виробництво було перенесено на серпень 2024 року, оскільки Хіді, Шахіді та Мерсед покинули проєкт. Замість них до акторського складу увійшли  Медді Зіглер, Авантіка та Ума Турман. Зйомки завершилися в жовтні.

## Випуск
У листопаді 2024 року стало відомо, що міжнародний агент з продажу The Veterans продав усі права на міжнародну дистрибуцію Amazon Prime Video.